# Ryobi

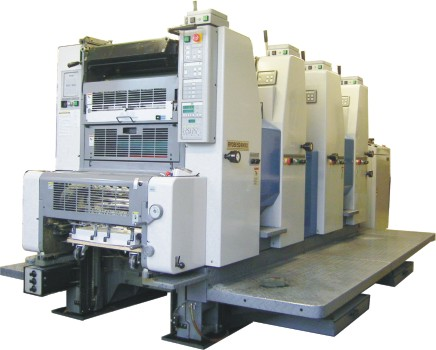
4-Farben-Offsetdruckmaschine von Ryobi

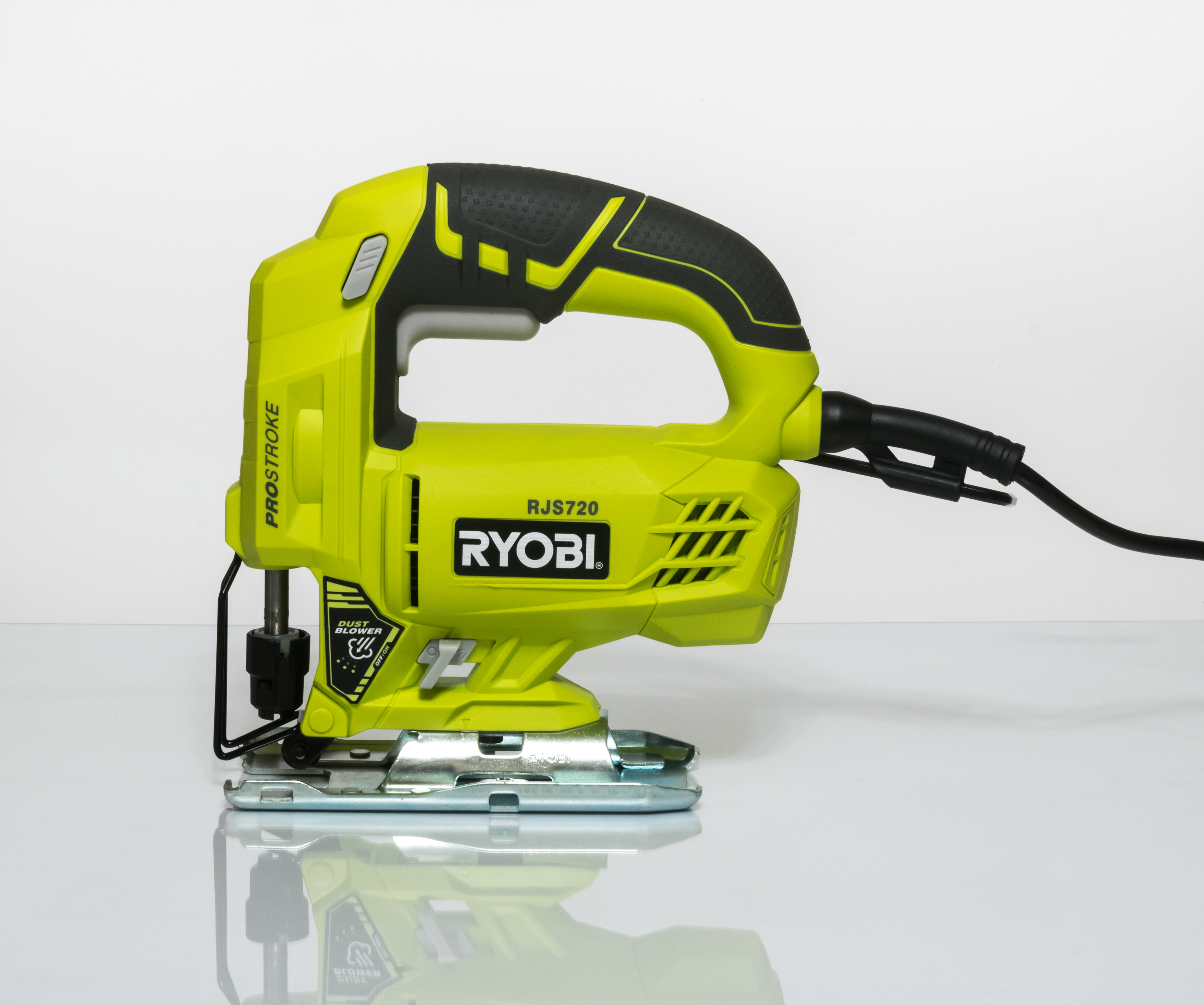
Ryobi-Stichsäge

Ryobi Ltd. ist ein japanisches Automobilzuliefer-, Kommunikations- und Maschinenbauunternehmen. Ryobi stellt Alu-Druckgussteile und Halbfertig-Fabrikate u. a. für die Automobil-, Elektro- und Optische Industrie her. Darüber hinaus werden Bogenoffsetdruckmaschinen, Elektrowerkzeuge und -gartengeräte sowie Produkte für die Bauindustrie gefertigt. 
Die Marken Ryobi Elektrowerkzeug und Ryobi Outdoor Power Equipment werden vom chinesischen Konzern Techtronic Industries (TTI) aus Hongkong unter Lizenz hergestellt. TTI ist auch Besitzer von Milwaukee Electric Tool Corporation und ursprünglich ein OEM-Partner von Craftsman und RIDGID.
Die Bogen-Offsetdruckmaschinen wurden in Deutschland bis Jahresende 2012 durch den unabhängigen Generalimporteur Illies Graphik GmbH aus Hamburg vertrieben und technisch unterstützt.
Die Ryobi-Elektrowerkzeuge und -gartengeräte werden durch Techtronic Industries u. a. in den USA, Kanada, Großbritannien, Australien, Neuseeland und Ländern in Kontinentaleuropa vertrieben und technisch unterstützt. In Deutschland werden Akku-Elektrowerkzeuge und Gartengeräte vertrieben.
Seit dem Jahr 2014 besteht eine Partnerschaft mit dem deutschen Fußballbundesligisten Hertha BSC.